# Eleonora Gonzagová (1598–1655)
Eleonora Gonzagová, nazývaná také Eleonora Toskánská (italsky Eleonora Gonzaga, celým jménem Anna Eleonora von Mantua und Gonzaga, 23. září 1598, Mantova – 27. června 1655, Vídeň) byla mantovská princezna a jako manželka císaře římskoněmeckého a krále českého Ferdinanda II. také královna česká a císařovna římská.

## Život

### Původ a mládí
Eleonora se narodila 23. září roku 1598 v rodině mantovského vévody Vincenza I. z rodu Gonzaga a jeho druhé manželky, toskánské princezny Eleonory z rodu Medicejských.
Byla vychovávána ke katolictví v mantovském klášteře, kde získala nejen vzdělání, ale i velký kulturní přehled. Oblíbil si ji Papežský nuncius Caraff a popisoval ji jako velmi krásnou a zbožnou ženu.

### Manželství s Ferdinandem II.
Jako čtyřiadvacetiletá byla 2. února roku 1622 v Innsbrucku provdána za o dvacet let staršího císař Ferdinanda II. Jeho první manželka Marie Anna Bavorská zemřela roku 1616. Tento sňatek byl pro Ferdinanda jedním z jeho mocenských úspěchů. Po bitvě na Bílé hoře a popravách českých pánů uhájil českou korunu, ale jeho moc především v českých zemích byla neustále podkopávána.
Také mantovský dvůr byl se sňatkem spokojený, neboť tím získal dominantní postavení v severní Itálii. Eleonora u svého manžela mantovskou politiku velice podporovala. Přesto bylo vévodské sídlo roku 1630 císařskými vojsky dobyto a vypleněno v tzv. válce o mantovské dědictví.
Rakouská šlechta nebyla z nevěsty příliš nadšená. Eleonora byla velmi upjatá a bigotní katolička. Po dvorské šlechtě požadovala neposkvrněný mravní profil a manželskou věrnost, neboť nevěru považovala za největší hřích. Nesnášela hovory o intimnostech a sexuální soužití považovala jen za manželskou nutnost. Možná i to bylo příčinou její neplodnosti. Ferdinand byl také prudérní a byl až náboženským fanatikem. V tom se shodovali a prožili spolu patnáct let harmonického manželství. Ferdinand byl v manželství spokojený a neměl jiné intimní vztahy. Manželé spolu děti neměli, ale Eleonora se stala nevlastní matkou Ferdinandových dětí z jeho předchozího manželství.

### Císařovna
Manželství s Ferdinandem přineslo Eleonoře titul římskoněmecké císařovny. Eleonora využívala tento titul k naplnění svých politických cílů a snažila se o kulturní rozkvět královského dvora. Přivedla do habsburské monarchie vliv italského baroka, které vedlo k okázalé habsburské zbožnosti. Jiné královské dvory a především francouzský dvůr za takovou zásadovostí a zbožností hluboce zaostávaly.
Císařovna se také věnovala charitě a jiným veřejně prospěšným činnostem. Založila ženské karmelitánské kláštery ve Vídni a Štýrském Hradci. Ve vídeňském augustiánském kostele dokonce zřídila zvláštní kapli určenou k pohřbívání srdcí zesnulých habsburských panovníků. Tento zvláštní zvyk se udržel až do roku 1916.

### Česká královna
Císařovna byla korunována svatováclavskou korunou na českou královnu pět let po svatbě 21. listopadu 1627 v Praze. Čechy pak se svým manželem mnohokrát navštívila, čímž se lišila jak od svých předchůdkyň, tak od svých následovnic. Považovala za svou povinnost doprovázet svého muže do země, kde po Bílé hoře a následných popravách vůdců poražených protestantských stavů nebyl příliš oblíbený. Jako hluboce věřící katolička byla zvědavá na kacířskou zemi, která jejímu choti způsobovala tolik problémů.

### Vdovství a úmrtí
Manžel Eleonory zemřel 15. února roku 1637 a na císařském trůnu ho vystřídal jeho syn Ferdinandem III. V roce 1651 se Eleonora zúčastnila svatby své praneteře Eleonory II. Toskánské z Mantovy s císařem Ferdinandem III. Tento sňatek sama doporučila a vztah mezi oběma ženami byl pak velmi dobrý.
Eleonora zemřela 27. června 1655 ve Vídni. Svého manžela přežila o více než osmnáct let. Místo posledního odpočinku našla ve vídeňském karmelitánském klášteře, který sama založila. V roce 1787[zdroj?] pak byly její ostatky přeneseny do vévodské hrobky katedrály svatého Štěpána ve Vídni.

## Vývod z předků
|                      |                         |  |                           |                         |  |  |  |  |  |  |  | František II. Gonzaga |
|                      |                         |  |                           |                         |  |  |  |  |  |  |  |                       |
|                      | Federico II. Gonzaga    |  |                           |                         |  |  |  |  |  |  |  |                       |
|                      |                         |  |                           |                         |  |  |  |  |  |  |  |                       |
|                      |                         |  |                           | Isabella d'Este         |  |  |  |  |  |  |  |                       |
|                      |                         |  |                           |                         |  |  |  |  |  |  |  |                       |
|                      | Vilém I. Gonzaga        |  |                           |                         |  |  |  |  |  |  |  |                       |
|                      |                         |  |                           |                         |  |  |  |  |  |  |  |                       |
|                      |                         |  |                           | Vilém IX. z Montferratu |  |  |  |  |  |  |  |                       |
|                      |                         |  |                           |                         |  |  |  |  |  |  |  |                       |
|                      | Markéta Palaiologa      |  |                           |                         |  |  |  |  |  |  |  |                       |
|                      |                         |  |                           |                         |  |  |  |  |  |  |  |                       |
|                      |                         |  |                           | Anna z Alençonu         |  |  |  |  |  |  |  |                       |
|                      |                         |  |                           |                         |  |  |  |  |  |  |  |                       |
|                      | Vincenzo I. Gonzaga     |  |                           |                         |  |  |  |  |  |  |  |                       |
|                      |                         |  |                           |                         |  |  |  |  |  |  |  |                       |
|                      |                         |  |                           | Filip I. Kastilský      |  |  |  |  |  |  |  |                       |
|                      |                         |  |                           |                         |  |  |  |  |  |  |  |                       |
|                      | Ferdinand I. Habsburský |  |                           |                         |  |  |  |  |  |  |  |                       |
|                      |                         |  |                           |                         |  |  |  |  |  |  |  |                       |
|                      |                         |  |                           | Jana I. Kastilská       |  |  |  |  |  |  |  |                       |
|                      |                         |  |                           |                         |  |  |  |  |  |  |  |                       |
|                      | Eleonora Habsburská     |  |                           |                         |  |  |  |  |  |  |  |                       |
|                      |                         |  |                           |                         |  |  |  |  |  |  |  |                       |
|                      |                         |  |                           | Vladislav Jagellonský   |  |  |  |  |  |  |  |                       |
|                      |                         |  |                           |                         |  |  |  |  |  |  |  |                       |
|                      | Anna Jagellonská        |  |                           |                         |  |  |  |  |  |  |  |                       |
|                      |                         |  |                           |                         |  |  |  |  |  |  |  |                       |
|                      |                         |  |                           | Anna z Foix a Candale   |  |  |  |  |  |  |  |                       |
|                      |                         |  |                           |                         |  |  |  |  |  |  |  |                       |
| 'Eleonora Gonzagová' |                         |  |                           |                         |  |  |  |  |  |  |  |                       |
|                      |                         |  |                           |                         |  |  |  |  |  |  |  |                       |
|                      |                         |  | Giovanni dalle Bande Nere |                         |  |  |  |  |  |  |  |                       |
|                      |                         |  |                           |                         |  |  |  |  |  |  |  |                       |
|                      | Cosimo I. Medicejský    |  |                           |                         |  |  |  |  |  |  |  |                       |
|                      |                         |  |                           |                         |  |  |  |  |  |  |  |                       |
|                      |                         |  |                           | Maria Salviati          |  |  |  |  |  |  |  |                       |
|                      |                         |  |                           |                         |  |  |  |  |  |  |  |                       |
|                      | František I. Medicejský |  |                           |                         |  |  |  |  |  |  |  |                       |
|                      |                         |  |                           |                         |  |  |  |  |  |  |  |                       |
|                      |                         |  |                           | Pedro Álvarez de Toledo |  |  |  |  |  |  |  |                       |
|                      |                         |  |                           |                         |  |  |  |  |  |  |  |                       |
|                      | Eleonora Toledská       |  |                           |                         |  |  |  |  |  |  |  |                       |
|                      |                         |  |                           |                         |  |  |  |  |  |  |  |                       |
|                      |                         |  |                           | Maria Osorio            |  |  |  |  |  |  |  |                       |
|                      |                         |  |                           |                         |  |  |  |  |  |  |  |                       |
|                      | Eleonora Medicejská     |  |                           |                         |  |  |  |  |  |  |  |                       |
|                      |                         |  |                           |                         |  |  |  |  |  |  |  |                       |
|                      |                         |  |                           | Filip I. Kastilský      |  |  |  |  |  |  |  |                       |
|                      |                         |  |                           |                         |  |  |  |  |  |  |  |                       |
|                      | Ferdinand I. Habsburský |  |                           |                         |  |  |  |  |  |  |  |                       |
|                      |                         |  |                           |                         |  |  |  |  |  |  |  |                       |
|                      |                         |  |                           | Jana I. Kastilská       |  |  |  |  |  |  |  |                       |
|                      |                         |  |                           |                         |  |  |  |  |  |  |  |                       |
|                      | Johana Habsburská       |  |                           |                         |  |  |  |  |  |  |  |                       |
|                      |                         |  |                           |                         |  |  |  |  |  |  |  |                       |
|                      |                         |  |                           | Vladislav Jagellonský   |  |  |  |  |  |  |  |                       |
|                      |                         |  |                           |                         |  |  |  |  |  |  |  |                       |
|                      | Anna Jagellonská        |  |                           |                         |  |  |  |  |  |  |  |                       |
|                      |                         |  |                           |                         |  |  |  |  |  |  |  |                       |
|                      |                         |  |                           | Anna z Foix a Candale   |  |  |  |  |  |  |  |                       |
|                      |                         |  |                           |                         |  |  |  |  |  |  |  |                       |

## Portréty Eleonory Gonzagy

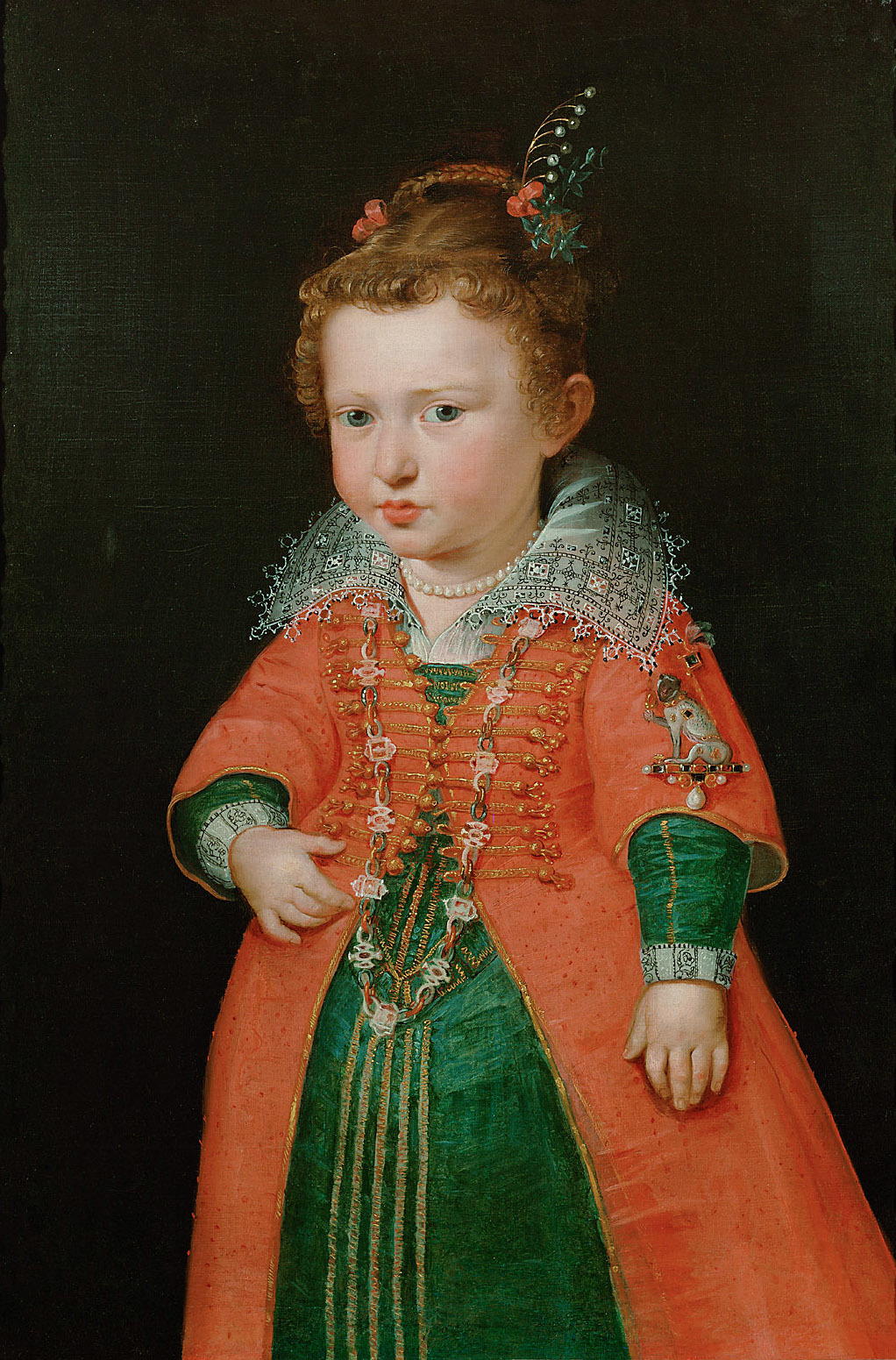
Eleonora jako dítě, dílo připisované P. P. Rubensovi
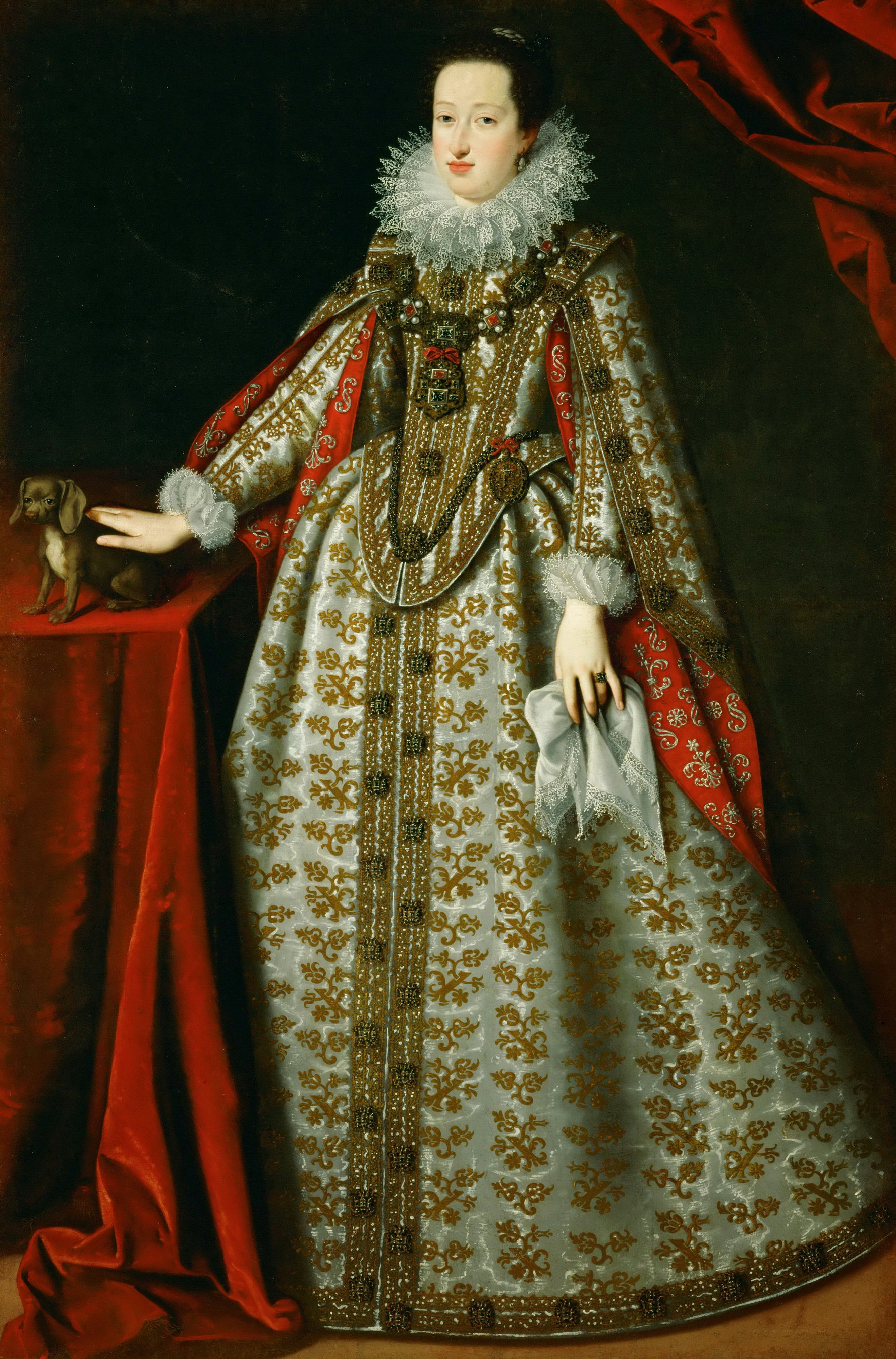
Portrét Eleonory z roku 1621
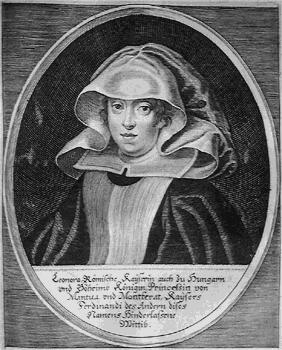
Císařovna Eleonora Gonzaga z Mantovy jako vdova
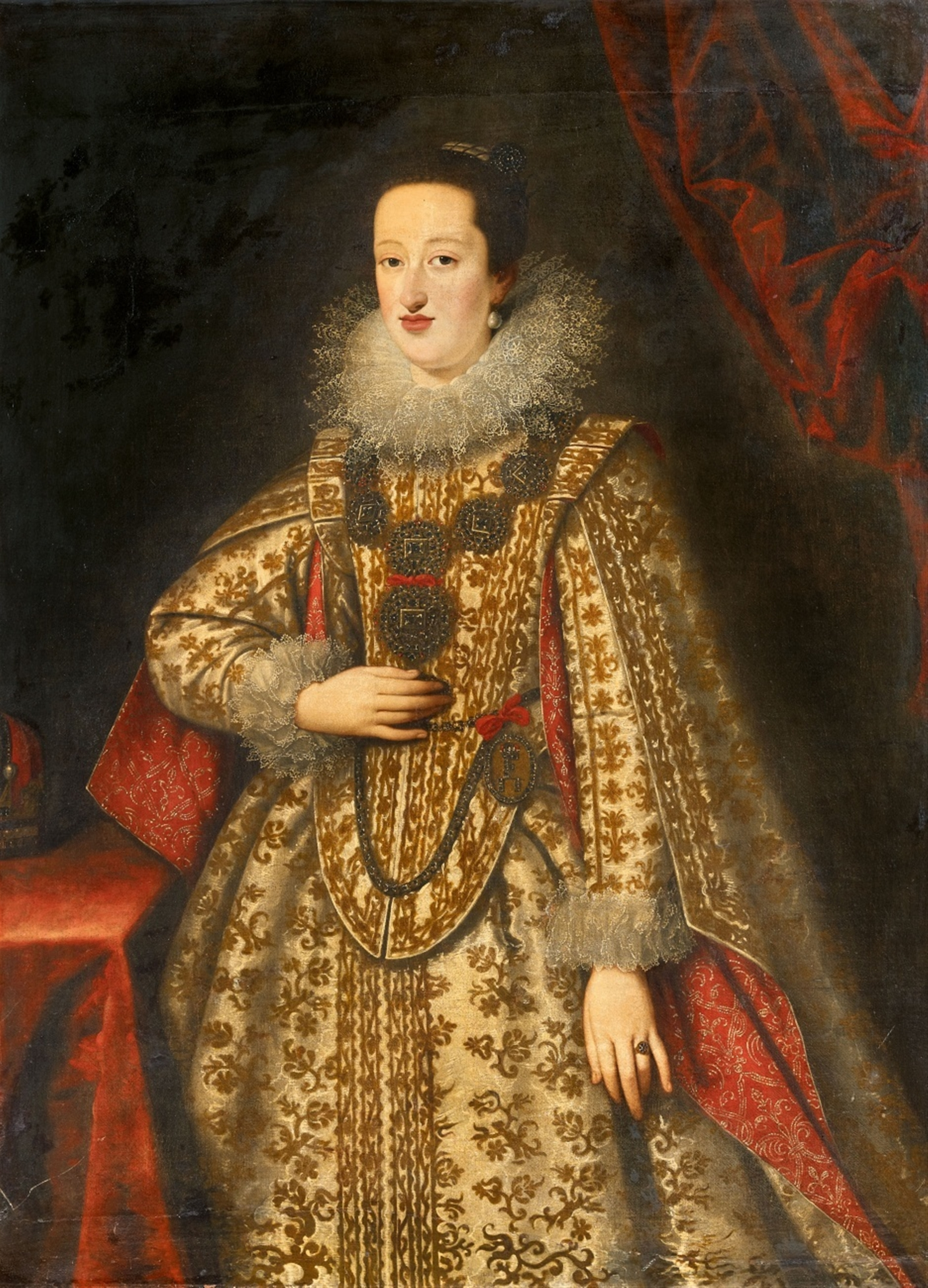
Eleonora v první polovině 17. století